# Еполетник
Еполетник (Agelaius) — рід горобцеподібних птахів родини трупіалових (Icteridae).

## Назва
Латинська назва роду «Agelaius» походить від грецького слова, що означає «стадний».

## Види
Рід включає п'ять видів:
- еполетник кубинський (Agelaius assimilis)
- еполетник рудоплечий (Agelaius humeralis)
- еполетник червоноплечий (Agelaius phoeniceus)
- еполетник каліфорнійський (Agelaius tricolor)
- еполетник жовтоплечий (Agelaius xanthomus)[4]